# Echte Lemminge
Die Echten Lemminge (Lemmus) sind eine Gattung aus der Tribus der Lemmini. Je nach Lehrmeinung zählen dazu drei bis sechs Arten:
- Berglemming, Lemmus lemmus, Skandinavien, Kolahalbinsel
- Sibirischer Lemming, Lemmus sibiricus, Nordsibirien
- Brauner Lemming, Lemmus trimucronatus, arktische Regionen Kanadas, Südwesten von Alaska
- Bering-Lemming, Lemmus nigripes, Nordosten von Sibirien, Pribilof-Inseln, Alaska
- Amurlemming, Lemmus amurensis, östl. Sibirien vom Amurbecken bis Kamtschatka
- Ognev-Lemming, Lemmus paulus, östl. Nordsibirien[1]

Oft wurden der Braune Lemming und der Pribilof-Lemming als Unterarten dem Sibirischen Lemming zugeordnet.
Das folgende Kladogramm zeigt die verwandtschaftlichen Beziehungen von fünf der sechs Lemmingarten:
|  | Berglemming (Lemmus lemmus)            |
|  |                                        |
|  | Sibirischer Lemming (Lemmus sibiricus) |
|  |                                        |

|  | Ognev-Lemming (Lemmus paulus)  |
|  |                                |
|  | Amurlemming (Lemmus amurensis) |

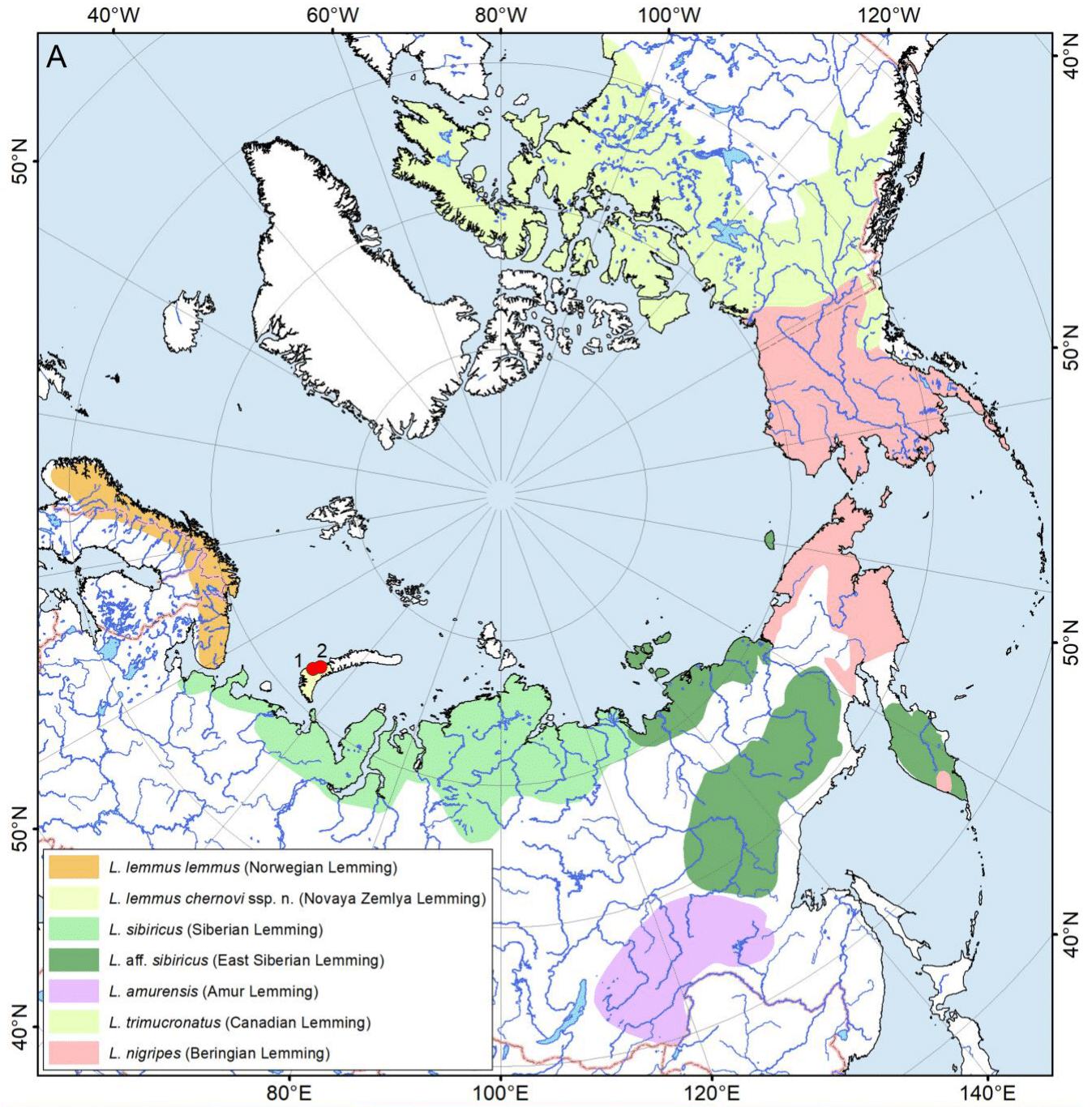
Verbreitungsgebiete der Lemminge:
Berglemming
Sibirischer Lemming
Ognev-Lemming
Amurlemming
Pribilof-Lemming
Brauner Lemming

|  |                                |

|  | Berglemming (Lemmus lemmus)            |
|  |                                        |
|  | Sibirischer Lemming (Lemmus sibiricus) |
|  |                                        |

|  | Ognev-Lemming (Lemmus paulus)  |
|  |                                |
|  | Amurlemming (Lemmus amurensis) |
|  |                                |

|  | Berglemming (Lemmus lemmus)            |
|  |                                        |
|  | Sibirischer Lemming (Lemmus sibiricus) |
|  |                                        |

|  | Ognev-Lemming (Lemmus paulus)  |
|  |                                |
|  | Amurlemming (Lemmus amurensis) |
|  |                                |

|  | Berglemming (Lemmus lemmus)            |
|  |                                        |
|  | Sibirischer Lemming (Lemmus sibiricus) |
|  |                                        |

|  | Ognev-Lemming (Lemmus paulus)  |
|  |                                |
|  | Amurlemming (Lemmus amurensis) |
|  |                                |

## Mythos vom angeblichen Massenselbstmord
Die Arten dieser Gattung bewohnen die arktischen Tundren. Sie sind für Wanderungen bekannt, die sie aufgrund des periodisch auftretenden Populationsdrucks unternehmen. Diese Wanderungen und die ebenfalls beobachteten heftigen Schwankungen in der Populationsdichte führten in Skandinavien zu einer Theorie des „Massenselbstmords“. Obwohl sie nach heutigem Wissensstand unzutreffend ist, wird sie nach wie vor vertreten. Dazu hat auch die Disney-„Dokumentation“ Weiße Wildnis beigetragen, die diese Theorie aufgegriffen und nachgestellt hat. Tatsächlich waren die Szenen im Film jedoch gefälscht und gekaufte Lemminge wurden eine Klippe hinuntergescheucht. Wahr ist lediglich, dass viele Tiere diese Wanderungen auf der Suche nach neuen Lebensräumen nicht überleben. 

### In der Kultur
Obwohl der angebliche Massenselbstmord von Lemmingen heute ein längst wissenschaftlich widerlegter Mythos ist, hat der sich über eine Klippe stürzende Lemming als Sinnbild für unüberlegtes kollektives Verhalten bis heute gehalten. "Wie die Lemminge" ist ein verbreiteter umgangssprachlicher Ausdruck für unüberlegtes mitläuferisches Verhalten, das ins Verderben führt.
Aufbauend auf diesem Mythos erschien 1991 das von DMA Design entwickelte Computerspiel Lemmings, das vor allem in den 1990er-Jahren sehr populär war.
Der deutsche Cartoonist Joscha Sauer ist für seine Cartoons von Lemmingen bekannt, die sich auf verschiedene originelle Weisen umbringen.